# Gages
Gages is een dorp in de Belgische provincie Henegouwen, en een deelgemeente van de Waalse gemeente Brugelette. Gages was een zelfstandige gemeente, tot die bij de gemeentelijke herindeling van 1977 toegevoegd werd aan de gemeente Brugelette.

## Bezienswaardigheden
- De Sint-Lambertuskerk (Église Saint-Lambert) is een classicistisch kerkgebouw van 1785. De oudste grafstenen zijn van einde 15e eeuw. De kerk bezit enkele 17e-eeuwse beelden.
- Het Kasteel van Gages (Château de Gages) is een neoclassicistisch bouwwerk uit de laatste helft van de 19e eeuw. Het is gelegen in een groot park.
- De Moulin de Gorges is een voormalige watermolen op de Dendrelette die dienst deed als schorsmolen.

## Natuur en landschap
Gages ligt aan de Dendrelette die in zuidoostelijke richting naar de Oostelijke Dender stroomt. Ten oosten van de kom ligt het Bois de la Provision. De hoogte aan de kerk bedraagt 56 meter.

## Demografische ontwikkeling
- Bronnen:NIS, Opm:1831 tot en met 1970=volkstellingen, 1976= inwoneraantal op 31 december

## Nabijgelegen kernen
Cambron-Casteau, Brugelette, Gondregnies, Cambron-Saint-Vincent